# Phyllanthus atripennis
El charlatán capuchino (Phyllanthus atripennis) es una especie de ave paseriforme de la familia Leiothrichidae.

## Distribución y hábitat
Se encuentra en Gambia, Guinea, Guinea-Bissau, Liberia, Senegal y Sierra Leona. Su hábitat natural son los bosques húmedos tropicales.